# Aleksander Labuda
Aleksander Labuda (kaszub.) Aleksander Labùda (ur. 9 sierpnia 1902 w Mirachowie, zm. 21 października 1981 w Wejherowie) – kaszubski felietonista, pisarz, poeta i ideolog, współtwórca Zrzeszenia Regionalnego Kaszubów w Kartuzach. Swoje felietony podpisywał pseudonimem Gùczów Mack, pochowany na cmentarzu parafialnym w Strzepczu.

## Młodość
Urodził się w Mirachowie k. Kartuz jako syn Antoniego i Antoniny z d. Ruchniewicz. Jego ojciec, który pisał się Labudda (ur. 8 września 1867 r., zm. 7 marca 1964 r.), był listonoszem na poczcie w Mirachowie, matka (ur. 15.05.1878) była córką rolnika z Lipusza k. Kościerzyny, ukończyła Gimnazjum Żeńskie w Kościerzynie, prowadziła też karczmę w Mirachowie. Mieli troje dzieci: córki Pelagię i Helenę, które zostały zakonnicami, i syna, najmłodszego z nich.

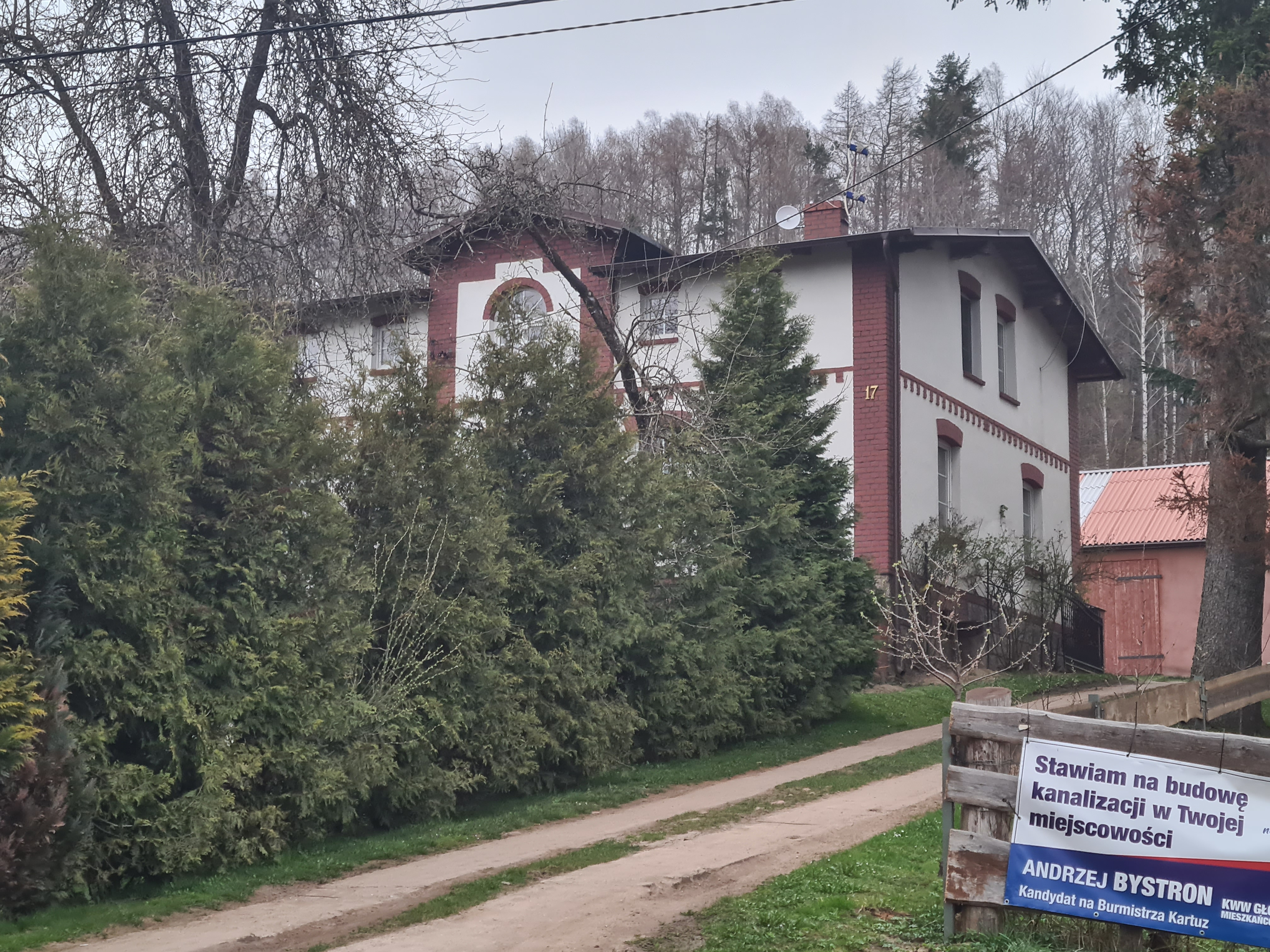
Dom Aleksandra Labudy w Stryszej Budzie

Antonina Labudda zmarła 3 maja 1904 r., ojciec ożenił się ponownie z Melanią Hinc (ur. 27 lutego 1881 r., zm. 3 maja 1970 r.) i rodzina zamieszkała w Stryszej Budzie, 3 km na wschód od Mirachowa. „Aleks”, jak go nazywano, w 1916 r. ukończył 7-klasową niemiecką katolicką szkołę podstawową, tzw. ludową, w tymże Mirachowie. Miał siedmioro przyrodniego rodzeństwa z drugiego małżeństwa ojca: 2 braci i 5 sióstr.
W jego domu mówiono po kaszubsku, w szkole i w urzędach po niemiecku, a nauka religii i przygotowanie do pierwszej komunii odbywały się w języku polskim, w odległym o 6 km Sianowie. W latach 1918–20 Aleksander Labuda dokształcał się w j. polskim na kursach w Mirachowie i w Miechucinie. Należał do najzdolniejszych uczniów. Edukację kontynuował w latach 1920-23 w Państwowym Seminarium Nauczycielskim Męskim w Kościerzynie. Tu poznał głębiej sprawy kaszubskie, głównie dzięki kontaktom z „młodokaszubą”, poetą i katechetą, ks. Leonem Heykem, odkrył i ugruntował swą kaszubską tożsamość.
15 lipca 1923 r., po zdanym egzaminie, Aleksander Labuda otrzymał świadectwo dojrzałości, a po wakacjach (1 sierpnia 1923 r.) podjął pracę w zawodzie nauczyciela w Lini. Wkrótce został kierownikiem niewielkiej tamtejszej szkoły, w której pracował do końca 1927 roku. W tych latach angażował się w różne działania społeczne, m.in. sekretarzował kołu Towarzystwa Powstańców i Wojaków w Lini. Lokalni działacze katoliccy spowodowali jego wydalenie z TPiW oraz chrześcijańskiej organizacji nauczycielskiej za „wygłaszanie poglądów komunizujących i antyklerykalnych” i przeniesienie do Zelewa k. Luzina, gdzie szerszej działalności prowadzić nie mógł. W małej szkole w Zelewie pracował do końca marca 1929 r. Opisał ją w swych kaszubskich wspomnieniach. Krótko potem powołano go na ćwiczenia wojskowe, na których jednak prawdopodobnie nie był, choć najpewniej zdobył podstawowe przeszkolenie wojskowe w seminarium, w TPiW, a później w Polskim Związku Zachodnim.

## Działalność w kręgu zrzeszeńców
Potem rok pracował w szkole w Skępem k. Torunia, gdzie go karnie przeniesiono za politykowanie, a z końcem czerwca 1930 r. Labuda przerwał pracę nauczycielską i postanowił zająć się działalnością na rzecz Kaszubów. W 1928 r. po raz pierwszy spotkał się z dr. Aleksandrem Majkowskim, wydawcą „Gryfa” – czasopisma, które miał czytać z wielką pasją. Spotkanie to było przełomowym momentem w jego życiu i utwierdziło Labudę w przekonaniu o odrębności języka i narodu kaszubskiego. Licznymi przemyśleniami dzielił się z Janem Trepczykiem, sąsiadem ze Stryszej Budy, kolegą z ławki szkolnej, a później z Seminarium Nauczycielskiego w Kościerzynie, który również odwiedził wtedy Majkowskiego. Jan Trepczyk był wtedy nauczycielem w niedalekim Miszewie, Labuda go często spotykał i razem opracowywali m.in. kaszubską gramatykę. Wspólnie postanowili też założyć Zrzeszenie Regionalne Nauczycieli Kaszubów, aby dla sprawy kaszubskiej pozyskać nauczycieli niezrzeszonych w innych organizacjach nauczycielskich.
18 sierpnia 1929 r. Aleksander Labuda, Jan Trepczyk i Alojzy Stoltmann zwołali nauczycieli do Kartuz na zjazd założycielski planowanej organizacji. Przebieg jego był bardzo burzliwy. W Dworze Kaszubskim przemawiał wtedy m.in. Aleksander Majkowski. Namawiał do powołania organizacji dla wszystkich chętnych Kaszubów, szerzej niż zawodowo-nauczycielska. I już 1 września 1929 r. ten projekt zaczęto realizować tworząc Zrzeszenie Regionalne Kaszubów (ZRK). Przewodzili mu właśnie Aleksander Majkowski (prezes), Aleksander Labuda (wiceprezes) i Jan Trepczyk (sekretarz). Ich zwolenników i współpracowników przybywało i szybko zaczęto ich nazywać „zrzeszeńcami”. Najbardziej czynni z nich byli Labuda, Trepczyk, Jan Rompski, Stefan Bieszk, Feliks Marszałkowski, Ignacy Szutenberg i ks. Franciszek Grucza.
Aleksander Labuda zaczął pracę organizacyjną w ZRK oraz dał o sobie znać jako publicysta. Oficjalnie zadebiutował we wrześniu 1930 r. na łamach „Chëczë Kaszëbsczi”, niedzielnego dodatku do „Dziennika Gdyńskiego” – był jej redaktorem. W pierwszym numerze „Chëczë” Labuda opublikował wiersz „Wałë”, a w nim swoje credo twórcze i życiowe: „Chcę dlô kraju trvac ë żëc.” Wydano 4 numery tego „dodôwku”, a po jego zawieszeniu Aleksander Labuda krótko pisał w kwartalniku „Bënë ë bùten”, gdzie zamieścił kilka wierszy, m.in. cykl 4 utworów „Cąg roku”. Ten tytuł jednak szybko upadł. Niemniej jednak Aleksander Labuda zaczął być znany, a jego słowa „Droga do morza prowadzi przez serca Kaszubów” umieścił na okładce swej broszury „Czy Kaszubi są Polakami?” działacz regionalny Al. Fonek (Alfons Cierocki) z Kartuz. Książka z tym mottem wyszła w sierpniu 1931 r.
Labuda nawiązał też wtedy współpracę z „Gryfem”, czwartym wcieleniem pisma, które założył w 1908 r. sam Aleksander Majkowski, i zaczął redagować jego dodatek comiesięczny pt. „Gryf Kaszubski. Pismo dla ludu pomorskiego”. Od października 1931 r. do września 1932 r. Labuda wydał 12 numerów tego dodatku, który miał być głosem działaczy ZRK. Publikował w nim po polsku i kaszubsku, zamieszczał szkice historyczne i językowe, wiersze i krótkie opowiastki, a przede wszystkim felietony. Już w pierwszym numerze, na ostatniej stronie pojawił się tytuł „Gùczów Mack gôdô”. Narodził się ten sławny bohater – „alter ego” autora.
Ogółem w „Gryfie Kaszubskim” pojawiło się 10 tych felietonów. Połowę z nich Labuda wydał własnym nakładem w Kartuzach w dwóch rzutach w 1933 i 1934 r. w małym bibliofilskim tomiku pt. „Kąsk do smiéchù” dodając krótki wstęp i zabawny wiersz-fraszkę „Kątór ë żabë”. Powoli jednak bohater i jego autor zaczęli zdobywać sobie popularność i Labuda kontynuował pisanie felietonów przez wiele lat aż do końca życia. Napisał ich ponad 300. W 1935 r. ukazała się też kolejna książka z utworami „Aleksa” – 7 jego wierszy, m.in. „Marsz Zrzeszińców”, „Rok stari” i „Òjcze nasz”, włączył Jan Trepczyk do wydanego wtedy zbioru pt. „Kaszëbsczi piesniôk. Dzél I”, (Rogoźno Wlkp. 1935).
W tamtym okresie działacze ZRK przejmowali zadania rozpoczęte przez młodokaszubów. Aleksander Labuda należał niewątpliwie do czołowych zrzeszeńców. Podkreślał, iż zrzeszeńcy w istocie pragną dla swych ziomków jedynie: równych praw, bytu wolnego, szacunku dla wartości dziedzicznych, dla języka i zwyczajów – wszystko po to, by nie utracić kaszubskiej tożsamości. Ale nie znaleźli zrozumienia. Władze oraz konkurencja w postaci Związku Obrony Kresów Zachodnich (późniejszego Polskiego Związku Zachodniego) doprowadziły do zamknięcia „Gryfa Kaszubskiego”, a dwa lata później przestał wychodzić – już na zawsze – sam „Gryf”.
Aleksander Labuda zdobył jednak cenne doświadczenie i nie odpoczywał długo. W marcu 1933 r. ukazała się ulotka z nagłówkiem „Kaszubi!...” reklamująca nowe czasopismo – „Zrzesz Kaszëbskô” (Kaszubską Więź), a w maju pierwszy numer. Ulotka głosiła, że jest to „pierwsza i jedyna gazeta redagowana w duchu kaszubskim!” Z przerwami i przygodami „Zrzesz” i jej dodatek „Chëcz Kaszëbskô” ukazywały się do wojny – najpierw w Gdyni, potem w Kartuzach i Mirachowie. Wydano ok. 120 numerów. Z jednej strony pismo stało się organem prasowym ZRK, z drugiej zaś – działalność samego Zrzeszenia sprowadziła się głównie do wydawania „Zrzeszy”. Podporą jej był niewątpliwie Labuda – główny redaktor i „spiritus movens” tych posunięć. Dzięki niemu to niepozorne pismo, wydawane do tego w niewielkim nakładzie, głośno propagowało sprawy kaszubskie i kulturę (m.in. drukowało fragmenty powieści „Żëcé i przigòdë Remùsa” A. Majkowskiego, ale wzbudzało też kontrowersje oraz przeciwdziałania władz. Labuda kontynuował w „Zrzeszy” publikowanie artykułów historycznych, kulturalnych, nowelek i wierszy, jak również felietonów „Gùczów Mack gôdô”, ale często zabierał głos na tematy aktualne: polityczne, społeczne i in.

W roku 1920, bezpośrednio po objęciu Pomorza przez wojska Hallera, zjawiła się na Kaszubach falanga ludzi spod ciemnej gwiazdy, którzy bogacili się kosztem ludności tubylczej. Niejeden Kaszuba utracił cały swój majątek na ich rzecz. Falanga ta była, na szczęście, przejściowa. Znacznie groźniejsza była druga fala przybyszów – pseudointeligencja. Ludzie drugiej falangi w latach dwudziestych usadowili się na dobre na Kaszubach, opanowali wszystkie wyższe urzędy, nie dopuszczali tubylców do bardziej intratnych stanowisk, a tych niewielu uczciwych i godnych poważania wyeliminowali zupełnie ze swoich korupcji.

Stanowcze poglądy Labudy, a także liczne wystąpienia publiczne, niekiedy na granicy ekscesu, powodowały ataki władz i przeciwników. Zrzeszeńcy też nie stosowali taryfy ulgowej i atakowali niemal wszystkich, którzy mieli inne zdanie, w tym działaczy-folklorystów, ks. Bernarda Sychtę, a nawet swego wychowawcę – ks. L. Heykego. Niekiedy nie przebierali w słowach i przyklejali przeciwnikom etykietki „wrogów” czy nawet „zdrajców”. Te same epitety dla każdego znaczyły co innego, nie można ich też pojmować w ich dzisiejszym znaczeniu, ale niewątpliwie walka na słowa była w owych czasach bardzo ostra, choć nie można powiedzieć, że dała więcej dobrego niż złego.
W „Zrzeszy Kaszëbsczi” narastały też trudności materialne. W 1936 r. A. Labuda zaczął starać się o pracę w Urzędzie Skarbowym w Toruniu, którą rozpoczął w roku następnym. Działał też w toruńskim Stowarzyszeniu Miłośników Kaszubszczyzny „Stanica”, wstąpił do PZZ, szukał pracy w radiu w Toruniu, próbował organizować nowe wcielenie ZKR pod nazwą „Zrzesz Naszińców”. Przede wszystkim jednak pisał głównie do „Zrzeszy Kaszëbsczi”, korespondował też obficie z towarzyszami bojów. W latach 1938–39 publikował mniej, nieco złagodził, a nawet zmienił pewne swoje poglądy, ale przygotował też poważną pracę: „Zasady pisowni kaszubskiej ze słowniczkiem ortograficznym”. Wyszła ona w Toruniu przed samą wojną, za pieniądze autora. Wydrukowano ponoć 1000 egzemplarzy, ale 900 z nich spalili Niemcy zaraz po wkroczeniu do Torunia. Resztę Labuda zdołał rozprowadzić wśród znajomych i zainteresowanych. Kilka egzemplarzy przetrwało do dziś.
10 lutego 1938 r. umarł duchowy nauczyciel Labudy – Aleksander Majkowski. 14 lutego pożegnali go Kaszubi na cmentarzu w Kartuzach. Aleksander Labuda nad jego grobem złożył słynne przyrzeczenie: „Nad prochami sp. Ùmarłégò, dr Aleksandra Majkòwsczégò, kaszëbsczégò knieza z dëcha, przed Bògã w Trójcë Przenôswiãtszi przësygajã mionã zrzeszińców na tã Stanicã, na Czôrnégò Grifa, że wedle wôlë ë żëczeniô Ùmarłégò starżã miec bãdã nad nieskazëtelnoscą nôrodny deje w kaszëbsczich zajmach trzecégò pòkòleniô – do kùńca mégò żëcô. Tak mie dopòmòżë Bóg!” Oprócz spraw duchowych zrzeszeńcy postarali się o przyznanie jeszcze w tym samym roku rządowego „dożywotniego zaopatrzenia wyjątkowego” żonie i dzieciom Majkowskiego – interweniowano u samego prezydenta Ignacego Mościckiego.

## Lata wojny
We wrześniu 1938 r. kolejnym miejscem pracy Labudy został Podgórz, dzielnica Torunia. W tamtejszej szkole pracował cały rok. Wybuch wojny zastał go w domu rodzinnym w Stryszej Budzie. Po powrocie do Podgórza przesłuchiwała go niemiecka policja. Wrócił do domu i pracował jako nauczyciel w Mirachowie i okolicach. Zaś w początkach 1941 r. zagroziło mu gestapo, które szukało go w związku z jego przedwojenną działalnością. Na Labudę wpłynął też donos tyczący jego nieostrożnej, krytycznej wypowiedzi o Hitlerze. Ostrzeżony w porę pisarz szybko zgłosił się do Wehrmachtu i w ten sposób uniknął aresztowania. Było to na samym początku czerwca, jeszcze przed wojną ze Związkiem Radzieckim.
Labuda przeszedł przeszkolenie w Szczecinku i Bydgoszczy, a potem przydzielono go do Magazynów Zaprowiantowania Warszawa-Praga. Jako zwykły żołnierz trafił na teren Jugosławii, a służbę pełnił w zaopatrzeniu. Pozwalało mu to prowadzić interesy i pomagać partyzantom. Później przerzucono go do Grecji, a w 1943 r. znalazł się na wyspie Krecie, gdzie po zakończeniu wojny Anglicy wzięli go do niewoli. Przebywał w Egipcie i w obozie przejściowym we Włoszech, a potem w Szkocji. Wstąpił do Polskich Sił Zbrojnych na Zachodzie dowodzonych przez gen. Władysława Andersa.

## Praca, rodzina i działalność kaszubska
Z tej niechcianej emigracji wrócił 19 lipca 1946 r., kiedy to przypłynął do Gdańska. Natychmiast podjął pracę w szkolnictwie: od 1 września 1946 r. w Będargowie, a od 1951 r. w Częstkowie na stanowisku kierownika szkoły – tam też od 1952 r. mieszkał. Zaś w 1954 r. przeniósł się do Tłuczewa k. Strzepcza. W 1961 r. przeszedł na rentę z powodu choroby płuc. 10 maja 1964 r. przeniósł się z rodziną do Karwicy k. Lęborka. W maju 1970 r. wrócił do Tłuczewa, gdzie przez pewien czas opiekował się dziećmi ze zbiorczej szkoły w Lini – w dawnym budynku szkolnym prowadził zajęcia zastępcze. Ten budynek, po prawie 10 latach starań, udało mu się na wiosnę 1978 r. kupić i w nim spędził ostatnie lata życia.
Zaraz po wojnie starzy i nowi działacze kaszubscy wznowili wydawanie „Zrzeszy Kaszëbsczi”, tym razem w Wejherowie, prężnym przed- i powojennym ośrodku kultury regionalnej. Już w 1945 r. drukowali w niej teksty Labudy, częściowo wyjęte z archiwalnych numerów. Ale już w 1946 wrócił na łamy „Zrzeszy” sam Aleksander Labuda i jego sławne felietony. W jednym z nich zażartował: „Ni ma Zrzeszë bez Macka a Macka bez Zrzeszë”.
Nowe wcielenie „Zrzeszy Kaszëbsczi” przetrwało do jesieni 1947 r. Labuda zdążył wydrukować w niej prawie 30 swych sławnych kaszubskich felietonów oraz ok. 10 artykułów po polsku. Drukował też w „Chëczë”, która była cotygodniowym dodatkiem „lëteracko-nôùkowim” pisma. Tam pisał o historii i dniu bieżącym Kaszub, zahaczał o politykę i sprawy kraju i świata, zamieścił też parę kaszubskich wierszy i artykuł o pisowni kaszubskiej. Już po zamknięciu pisma władze ukarały go przeniesieniem do Częstkowa, prawdopodobnie za kaszubską anegdotę o Stalinie.
18 listopada 1947 roku Aleksander Labuda ożenił się z nauczycielką Jadwigą Kreft, córką rolnika z miejscowości Barwik k. Kartuz (ur. 31 stycznia 1918 r., zm. 16 czerwca 1997 r.). Rok po ślubie urodziła im się córka Mirosława, która zmarła w 1952 r. Wychowali sześcioro dzieci: Dagomirę (ur. 1949), Wartysława (1951), Ratybora (1953), Miłosławę (1954), Bogusławę (1956) i Jaromirę (1961).
Pod koniec 1956 r. założono Zrzeszenie Kaszubskie (późniejsze Zrzeszenie Kaszubsko-Pomorskie). Jego twórcami byli w równej mierze starzy zrzeszeńcy i młodzi działacze – wychowankowie Labudy. Pisarz wziął udział w spotkaniach przygotowujących powstanie organizacji, w tym w zebraniu organizacyjnym w Gdyni 28 października 1956 r., i natychmiast wstąpił do Zrzeszenia, by poświęcić mu część swych sił – był członkiem zarządu oddziału wejherowskiego. Po raz kolejny nie znalazł zrozumienia i zamiast współpracowników spotkał osoby sobie nieprzychylne. Labudę krytykowano m.in. za anachroniczne poglądy. Powodem niechęci była też jego wojenna przeszłość, choć w Wehrmachcie znalazł się w zasadzie trzon przedwojennych kaszubskich działaczy, m.in. Jan Trepczyk, Stefan Bieszk i Feliks Marszałkowski. Labudę posądzano o podpisanie tzw. II grupy volkslisty (jako Kaszubie narzucono mu podczas wojny grupę III), w czym celował prof. Andrzej Bukowski. Labudę oskarżano też, nie po raz pierwszy, o nacjonalizm, szowinizm, separatyzm i antysemityzm, robiono też zarzut z przedwojennej współpracy z niemieckim badaczem Friedrichem Lorentzem oraz ze wstąpienia do armii Andersa.
Przez kilka lat całą grupę zrzeszeńców inwigilowano, a w grudniu 1960 r. przeprowadzono u Labudy – podobnie jak u Trepczyka i Rompskiego – rewizję i rozpętano nagonkę. Władze naczelne Zrzeszenia Kaszubskiego dały wiarę materiałom zebranym i spreparowanym przez Służbę Bezpieczeństwa i – niemal jednogłośnie – usunęły pisarza z organizacji. Uchwałę tę unieważniono w 1971 r., ale Aleksander Labuda oficjalnie do ZK-P nie wrócił (choć spotykał się i pracował z kolegami ze Zrzeszenia, nieoficjalnie proponowano mu też powrót, z czego nie skorzystał). Zaś w pełni zrehabilitowano pisarza dopiero w 2006 roku!
Pod koniec lat pięćdziesiątych sukcesem zakończyły się kilkuletnie starania Labudy o wydanie „Słowniczka kaszubskiego”, który ukazał się jako pomoc dla nauczycieli pracujących na Kaszubach. Wydały go Państwowe Zakłady Wydawnictw Szkolnych w 1960 r. w nakładzie 2000 egzemplarzy. Przedmowę naukową napisały Hanna Popowska-Taborska i Zuzanna Topolińska. „Słowniczek” zawiera objaśnienia ok. 2500 słów kaszubskich oraz ten sam materiał w układzie odwrotnym – poniekąd indeks haseł. (Fragment wspomnianego słownika i objaśnień do niego ukazał się wcześniej w dwutygodniku ‘‘Kaszëbë’‘.)
Również przez całe swe dorosłe życie Aleksander Labuda parał się twórczością literacką. Napisał kilkadziesiąt kaszubskich wierszy, spośród których wyróżnia się poemat narracyjny „Reknjica”, napisany w 1933 r., a opisujący walkę pogańskich Słowian z Niemcami. Na początku lat 30. pisarz opracował „Ścinanie kani” – scenariusz, wedle którego przedstawiono ten obrzęd w sobótkową noc 1931 r. w Dobrzewinie k. Szemuda.
Lata przedwojenne przebiegały u Labudy pod znakiem publicystyki związanej z redagowaniem „Zrzeszë Kaszëbsczi”, być może dlatego spotykamy w jego spuściźnie sporo utworów niedokończonych lub celowo napisanych we fragmentach. Z pewnością wielokierunkowość prac pisarza-działacza musiała odbić się na spójności jego dorobku.

## Na emeryturze
W latach 60. Labuda znikł z życia publicznego. Po aferze w Zrzeszeniu utrudniano mu pracę nauczycielską i wysłano na rentę. Zajął się więc sprawami rodzinnymi i gospodarzeniem, a pisał niewiele, m.in. kontynuował temat losów pomorskiego księcia Świętopełka Wielkiego, który już przed wojną podjął w kilku wierszach. Tym razem miała to być sztuka po kaszubsku.
Lepsze czasy dla Labudy nadeszły na początku lat 70. W 1971 r. ukazały się dwa zbiory „gôdek” Gùczowego Macka: „Kąsk do smiéchù” oraz „Zupa z krëszków”. Każdy liczył 30 historyjek, w większości nowo napisanych, a więc również owoców lat 60. Wydano je nakładem Zrzeszenia Kaszubsko-Pomorskiego, obie zredagował Wojciech Kiedrowski, pierwszą z nich współfinansowało Muzeum Piśmiennictwa i Muzyki Kaszubsko-Pomorskiej w Wejherowie. W tym samym roku nowe opowieści „Gùczów mack gôdô” zaczęły pojawiać się w miesięczniku „Pomerania”. Labuda wrócił też do innych, poważniejszych prac literackich.
Dwa lata później jego felietony znalazły się w wydanej w Niemczech przez Ferdinanda Neureitera „Antologii kaszubskiej”, a dawne wiersze (”Cąg roku” i 6 innych utworów) trafiły krótko potem do gdańskiego zbioru kaszubskiej poezji pt. „Modra struna”, który opublikowało Wydawnictwo Morskie w ilości 2000 egzemplarzy. Zaś w 1974 r. wyszedł trzeci, największy tom felietonów Labudy pt. „Kùkùk” – prawie 60 historyjek. Gdański oddział ZK-P wydał go w nakładzie 2200 sztuk, a dystrybucją zajął się ”Ruch”. Gùczów Mack trafił więc do kiosków z prasą – był to kolejny niespodziewany zakręt w karierze Aleksandra Labudy. Następny tom – „Chòchòłk” – wyszedł w 1979 r. nakładem ZK-P (2000 egz.) i zawierał 45 opowiastek.
W 1975 r. pisarz otrzymał medal „Zasłużonym Ziemi Wejherowskiej”, w 1976 r. został członkiem Związku Literatów Polskich, w 1977 r. odebrał Medal Stolema, największe odznaczenie kaszubskie, a rok później odznakę honorową „Zasłużonym Ziemi Gdańskiej”. W 1979 r. w Wejherowie ukazało się okolicznościowe, przygotowane przez Edmunda Kamińskiego, wydawnictwo kaszubskie pt. „Pasja twórczego życia” (nakład 400 szt.), które poświęcono trzem twórcom Pomorza: Marianowi Mokwie, Janowi Trepczykowi i Aleksandrowi Labudzie. Przedrukowano w nim pierwszy opublikowany wiersz Labudy „Wałë”. Również w tym roku wyszło trzecie wydanie „Bedekera kaszubskiego” Róży Ostrowskiej i Izabeli Trojanowskiej, w którym omówiono działalność i twórczość A. Labudy. Książka ta (w zasadzie przedruk wydania drugiego z 1974 r., z drobnymi uzupełnieniami) miała 20 tys. nakładu. Zaś dłuższą sylwetkę pisarza i omówienie jego utworów zamieścił Ferdinand Neureiter w wydanej w Niemczech w 1978 r. „Historii literatury kaszubskiej”. Jej polskie tłumaczenie ukazało się krótko po śmierci Labudy, którą odnotowano w przypisie. Należy zauważyć jego „Słowôrz kaszëbsko-polsczi. Słownik polsko-kaszubski” z 1982 r., część kaszubsko-polska może być bardzo przydatna.

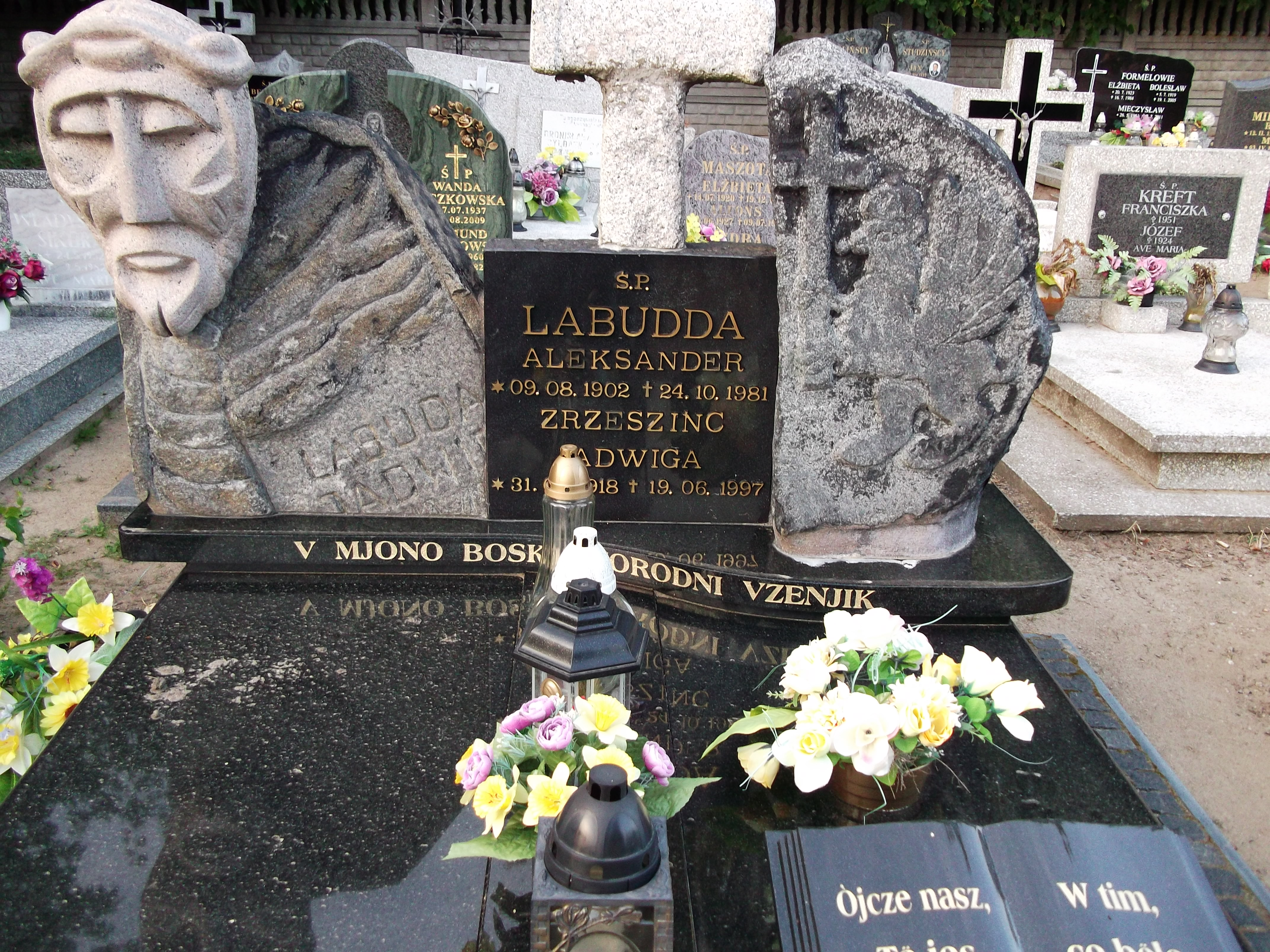
Grób Aleksandra Labudy i jego żony Jadwigi na cmentarzu parafialnym w Strzepczu

Ostatnie lata życia były u pisarza bardzo pracowite. Składał wielki słownik kaszubsko-polski i polsko-kaszubski, który został wydany już pośmiertnie, spisywał dzieje Zrzeszenia Regionalnego Kaszubów, kręgu zrzeszeńców, „Zrzeszy Kaszëbsczi” i swoje własne, a w „Pomeranii” publikował cykl „Naji dëchë” – swoisty słowniczek kaszubskich wierzeń. Musiał też ponownie bronić się przed atakami prof. Bukowskiego, w czym pomagało mu wielu publicystów i działaczy kaszubskich, m.in. Wojciech Kiedrowski i Lech Bądkowski. Napisał wierszowaną parafrazę Nowego Testamentu, której dał tytuł „Ewanielskô spiéwa”. Części tych prac nie dokończył, ale do ostatka nie wypuszczał pióra z ręki.
Pod koniec życia A. Labuda podupadł na zdrowiu – chorował na wątrobę. Zmarł 24 października 1981 r. w Wejherowie. Pochowany został na cmentarzu w Strzepczu, gdzie obecnie spoczywa również jego żona Jadwiga, zmarła w 1997 r.

## Kontrowersje
Zdecydowana postawa Aleksandra Labudy względem etnicznej, językowej i narodowościowej tożsamości Kaszubów powodowała, iż zarówno w okresie II Rzeczypospolitej, jak i w okresie PRL stał się łatwym obiektem ataków i oskarżeń o działalność antypolską czy wywrotową.
W Dwudziestoleciu Międzywojennym tezy Labudy były postrzegane przez sanacyjne władze jako zagrożenie polskiej racji stanu. Skutkiem były konfiskaty niektórych wydań „Zrzeszy” oraz kary grzywny i aresztu dla samego Labudy i jego współpracowników (Ignacego Szutenberga). Od lipca 1933 roku do sierpnia 1935 roku odbyło się łącznie 18 procesów, w wyniku których Labudę skazano na ponad rok więzienia i kilkaset złotych grzywny. Większość kar jednak umarzano.
Oskarżenia o proniemieckość kontynuowano również w okresie PRL. Niewyjaśniona pozostaje okupacyjna przeszłość Aleksandra Labudy, którego oskarżono po wojnie m.in. o ochotnicze wstąpienie do Wehrmachtu, oraz praca nauczyciela, jaką zaproponowały Labudzie niemieckie władze okupacyjne. Labuda miał wstąpić do Wehrmachtu w 1941 roku, a więc jeszcze przed przymusową konskrypcją, w czasie w którym do służby w wojsku zgłaszano się na ochotnika. Labuda w wywiadzie udzielonym Izabeli Trojanowskiej stwierdzał, że Niemcy po wkroczeniu na Pomorze zaproponowali mu pracę nauczyciela, a on zdecydował się na Bącz, w którym pracował przez dwa lata do września 1941 roku. Labuda bronił się stawianymi zarzutami:

Śmierci uniknąłem jedynie dzięki dobrej radzie pewnego Niemca, której posłuchałem i wlazłem w mundur Wehrmachtu. Nadmienić wypada, że w latach 1939/1940 byłem siłą rzeczy kandydatem na Volksdeutscha, ale dzięki takiemu obrotowi rzeczy nie doszło do tego, abym przyjął jakąkolwiek z grup niemieckich

Jednocześnie nie zachowały się żadne materiały źródłowe, które potwierdzałyby przyjęcie przez Labudę niemieckiej grupy narodowościowej, a sytuacja pisarza nie odbiegała od sytuacji innych mieszkańców Kaszub, od pierwszych dni II wojny światowej represjonowanych i mordowanych, których siłą lub szantażem wcielano do Wehrmachtu. Sam Labuda przez cały okres swojej działalności, tj. od lat 30. do śmierci określał się jako lojalny polski obywatel, ale przy tym narodowościowo nie-Niemiec, nie-Polak, tylko Kaszub. Jego wersję wydarzeń mieli potwierdzać m.in. byli partyzancie TOW Gryf Pomorski. Co istotne oskarżenia o separatyzm i proniemieckość wobec Labudy wysuwane były w ramach planowych działań Służby Bezpieczeństwa PRL, mających zdyskredytować kaszubski ruch narodowościowy, oraz w oparciu m.in. o donosy pierwszego powojennego redaktora „Zrzeszy”, Brunona Richerta, tajnego współpracownika SB o pseudonimach „S-5”, „Wojciech Kos”, „Wojciech Sudomski”, którego wiarygodność, także w ocenie samej SB, była niska. Niemniej materiały SB i oskarżenia wobec Labudy posłużyły m.in. do jego wykluczenia ze Zrzeszenia Kaszubsko-Pomorskiego, co spowodowało, że argumentacja w tej sprawie trafiła do przestrzeni publicznej i jest do pewnego stopnia do dzisiaj powielana (mimo rehabilitacji). Przykładem może być to, że sprawa wojennej przeszłości Labudy na nowo pojawiła się również po 2016 roku, przy okazji publicznych dyskusji o przywróceniu patronatu Labudy nad Biblioteką i Centrum Kultury Gminy Wejherowo. Aby dać odpór zarzutom wobec pisarza, w jego obronie wystąpiło liczne grono regionalnych działaczy, społeczników i instytucji.

## Publikacje samodzielne
- „Kąsk do smjéchu”, Kartuzy 1933, 1934
- „Reknjica”, Zrzesz Kaszëbskô, Kartuzy 1933
- „Zasady pisowni kaszubskiej ze słowniczkiem ortograficznym”, Toruń 1939
- „Słowniczek kaszubski”, Warszawa 1960
- „Kąsk do smjechu”, Gdańsk – Wejherowo 1971
- „Zupa z kreszków”, Gdańsk 1971
- „Kukuk”, Gdańsk 1974
- „Chochołk”, Gdańsk 1979
- „Słowôrz kaszëbsko-polsczi. Słownik polsko-kaszubski”, Gdańsk 1982
- „Guczów Mack gôdô”, Gdańsk 1992
- „Kaszëbsczim jesmë lëdã”, Gdynia 1996
- „Ewanielskô spiéwa” (cz. I-II), Wejherowo – Banino 2002
- „Ewanielskô spiéwa” (cz. III), Wejherowo 2005
- „Bògòwie i dëchë naj przodków”, Wejherowo-Bolszewo 2008
- „Z czasów Swiãtopôłka Bëlnégò”, Bolszewo 2012
- „Guczów Mack gôdô”, Biblioteka Publiczna Gminy Wejherowo w Bolszewie, Bolszewo, 2013
- „Óstatny sąd w Mirchówie. Brawãda na dzejowò – spòlecznym spòdlim”, Wejherowo-Bolszewo 2015

## Udział w antologiach
- „Kaszebskji pjesnjôk. Dzél I”, Rogoźno Wlkp. 1935 (7 utworów z muzyką J. Trepczyka i G. Karskiego)
- „Kaschubische Anthologie”, München 1973
- „Modra struna. Antologia poezji kaszubskiej”, Gdynia – Gdańsk 1973 (7 utworów)
- „Pasja twórczego życia”, Wejherowo 1979 (1 utwór)
- J. Drzeżdżon, „Współczesna literatura kaszubska 1945-1980”, Warszawa 1986 (”Moja droga kaszubska”, wspomnienia)
- „Ptak za uszami. Humor i satyra Kaszubów” (opr. St. Janke), Gdańsk 1992
- „Bëlny szport wiele wôrt. Kaszëbsczé wice” (opr. E. Pryczkowski, D. Szymikowski), Gdańsk 2000
- „Mësla dzecka. Antologiô kaszëbsczich wiérztów dlô dzôtków i młodzëznë”, Banino 2001 (4 utwory)
- „Dzëczé gãsë. Antologiô kaszëbsczi pòezji”, Gdynia 2004 (12 wierszy)
- D. Pioch, „Kaszëbizna dlô dorosłëch” (podręcznik), Gdańsk 2007 (wybór felietonów)

## Upamiętnienie
Pamięć o Aleksandrze Labudzie i jego twórczość jest na Kaszubach nadal żywa. Książki są wznawiane, cytowane i omawiane, a osobę pisarza honoruje się i wspomina. Labuda jest patronemː
- ulic wː Bolszewie, Pępowie i Szemudzie[13]
- Szkoły Podstawowej w Strzepczu

W latach 1995–2016 był patronem Biblioteki Publicznej Gminy Wejherowo w Bolszewie (początkowo w Gościcinie) k. Wejherowa. Biblioteka była odpowiedzialna za popularyzację postaci i dorobku Labudy i była wydawcą wielu jego publikacji. W 2016 roku Biblioteka została połączona z Gminnym Ośrodkiem Kultury w Gościcinie i nowa instytucja, Biblioteka i Centrum Kultury Gminy Wejherowo, nie posiada już patrona. Pozbawienie patronatu Aleksandra Labudy nad Biblioteką zrodziło wiele publicznych dyskusji i kontrowersji.

Labuda upamiętniony jest też w formie tablic pamiątkowych. W 1991 roku odsłonięto tablicę na budynku dawnej szkoły w Tłuczewie, gdzie pisarz mieszkał przez ostatnie lata życia. W 2000 roku przed budynkiem Szkoły Podstawowej w Strzepczu odsłonięto kamienną rzeźbę przypominającą postać patrona. W 2019 roku w Stryszej Budzie, przed wejściem do Kaszubskiego Parku Miniatur odsłonięto obelisk z rzeźbą gryfa, upamiętniający Aleksandra Labudę i Jana Trepczyka.

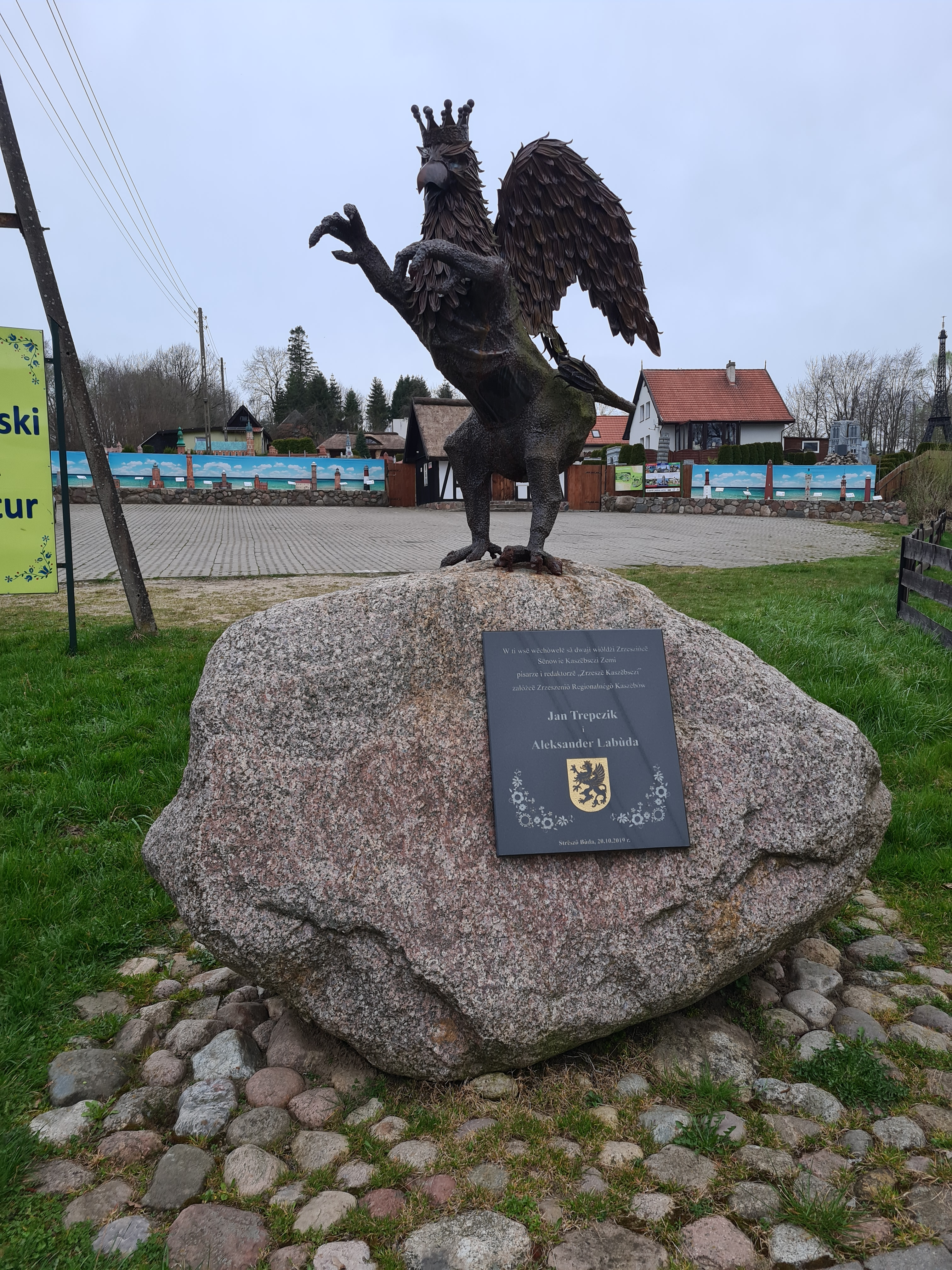
Pomnik Aleksandra Labudy i Jana Trepczyka w Stryszej Budzie
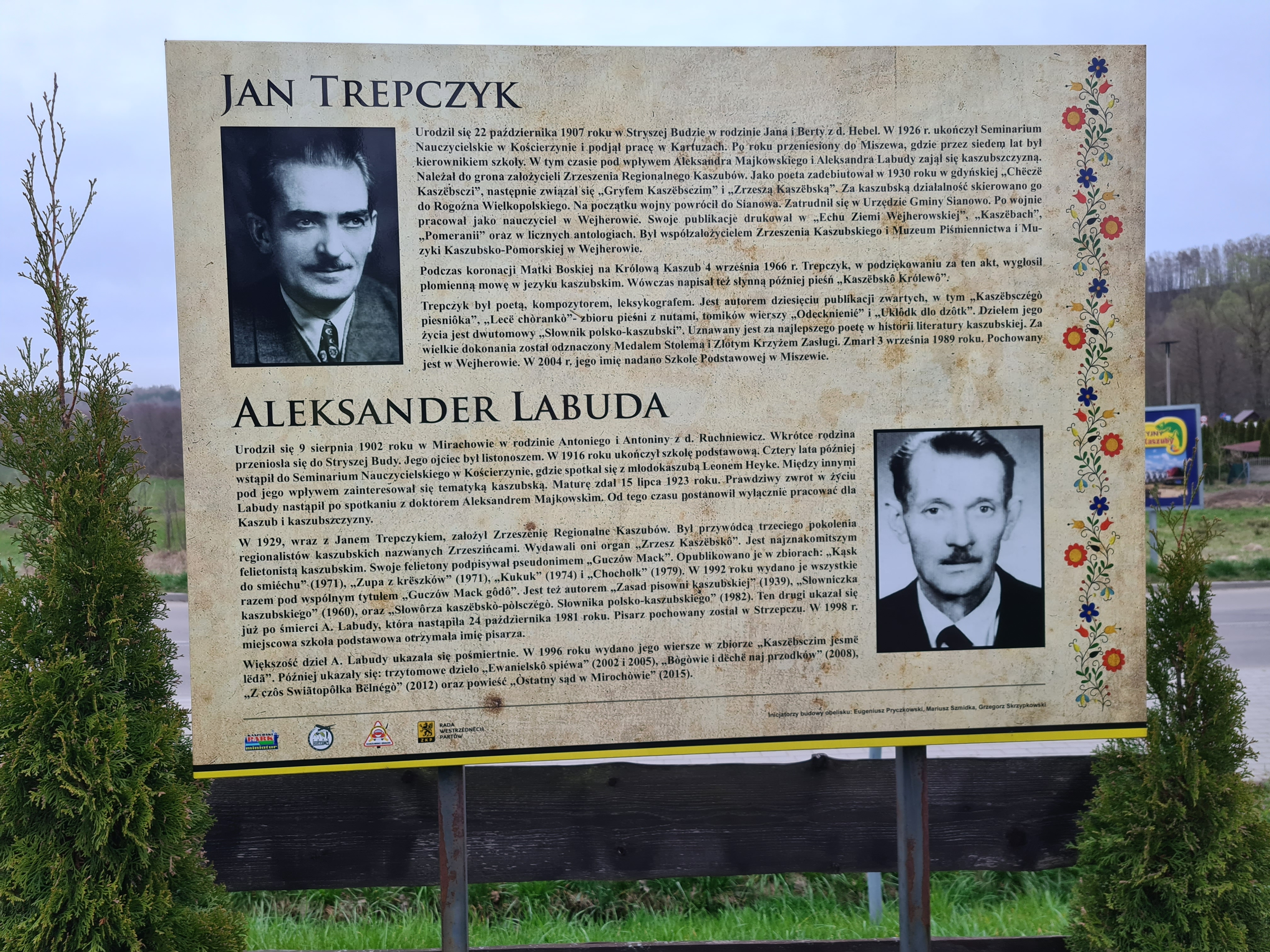
Tablica przy pomniku Aleksandra Labudy i Jana Trepczyka w Stryszej Budzie
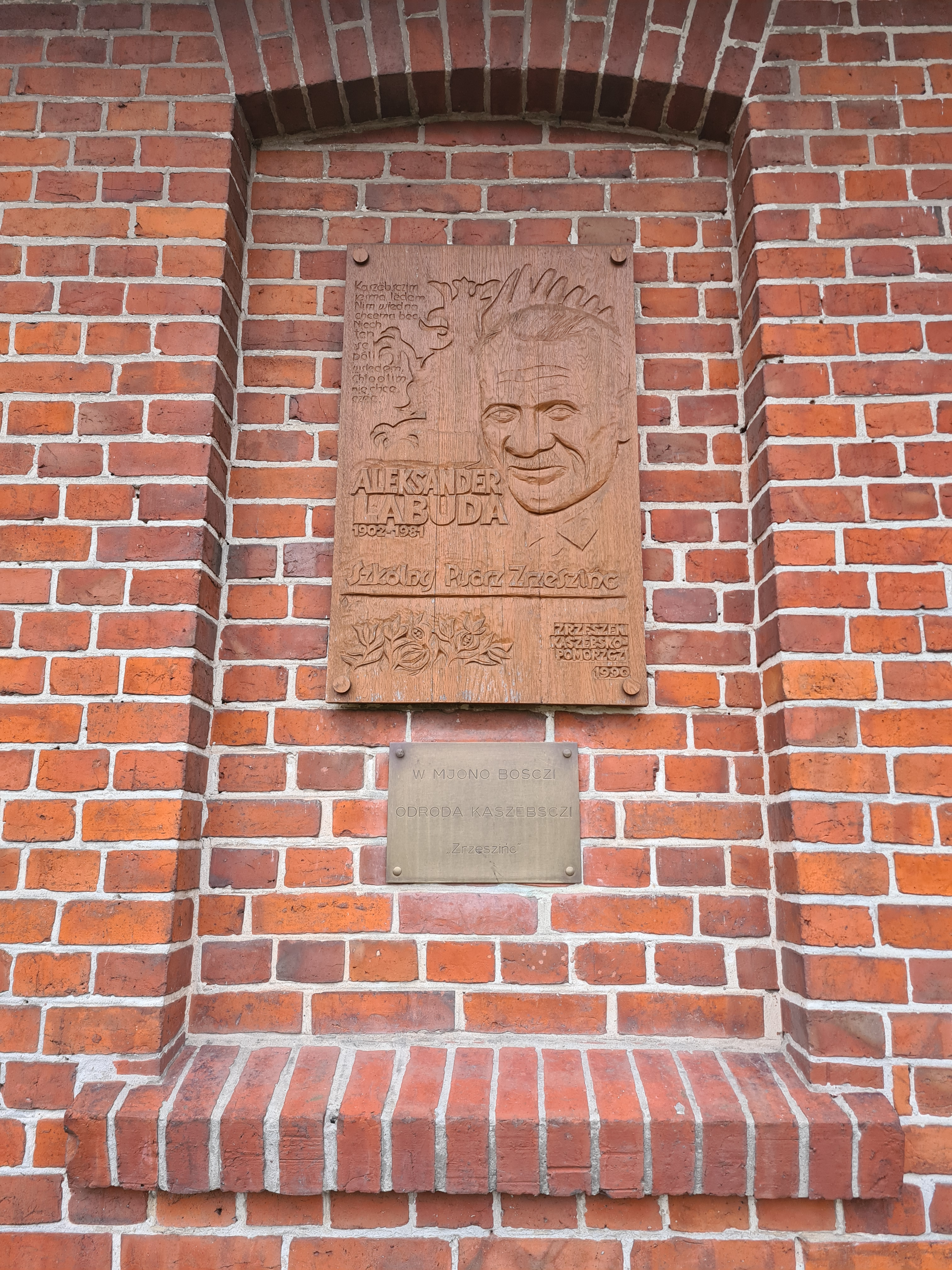
Tablica na budynku dawnej szkoły w Tłuczewie